# Збірна Латвії з футболу
Збірна Латвії з футболу (латис. Latvijas Nacionālā futbola izlase) — національна футбольна команда Латвії, що представляє країну на міжнародних змаганнях. Підпорядковується Латвійській футбольній федерації.
Станом на 28 листопада 2024 посідає 140-e місце у рейтингу футбольних збірних світу.

## Історія
Латвія зіграла свій перший матч у 1922 році проти збірної Естонії. Матч закінчився внічию 1:1. У період з 1922 до 1940 роки команда зіграла 99 матчів, 10 разів виграла Балтійський кубок. У 1937 році збірна Латвії вперше взяла участь у кваліфікаційному відборі на Чемпіонат світу 1938 року. В першому раунді у відбірній групі 8 команда без проблем обіграла Литву 4:2 вдома, та 5:1 на виїзді. У фінальному раунді цієї групи латвійці поступилися австрійцям 1:2, таким чином не кваліфікувалися на чемпіонат. У 1940 році Латвію окупував Радянський Союз. На цьому етапі припинилося існування незалежної латвійської держави і незалежного латвійського футболу.

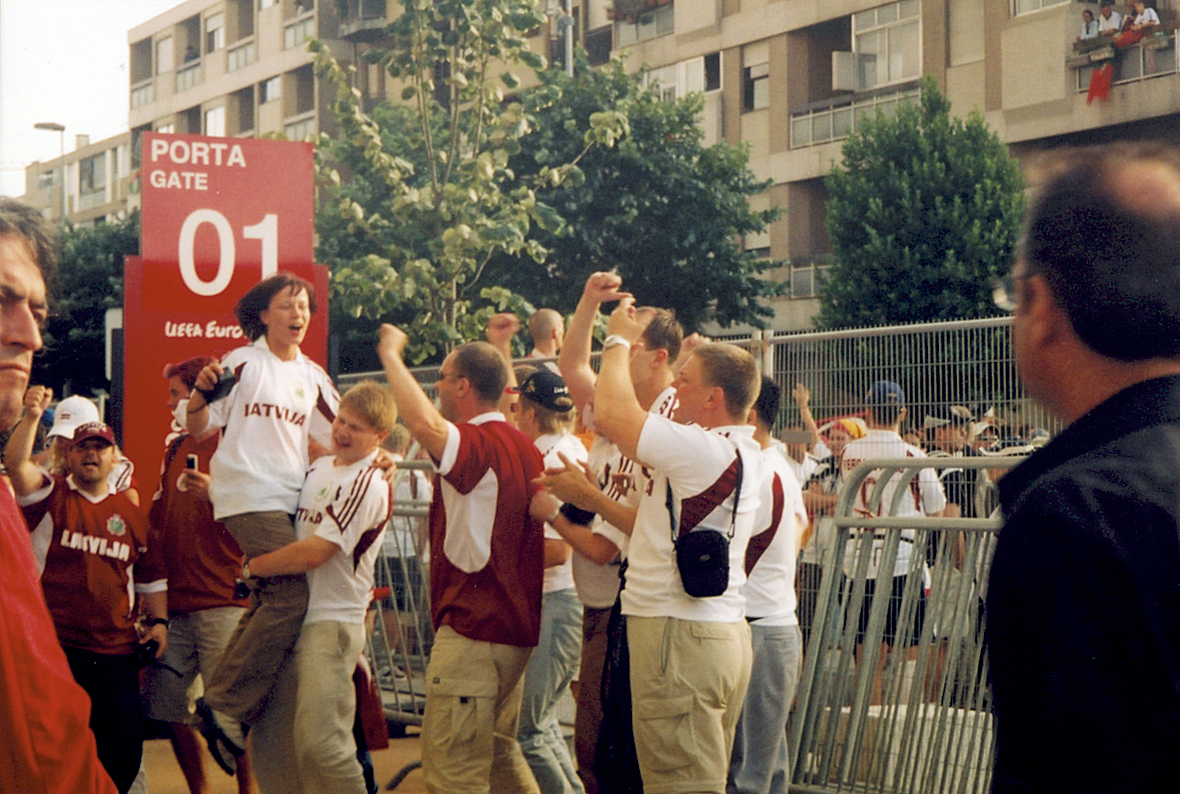
Латвійські вболівальники на Євро 2004

Після відновлення незалежності Латвії у 1991 році свій перший матч провела і відновлена футбольна збірна — 16 листопада проти команди Естонії в рамках Балтійського кубку. Перший ж матч відновленої команди під егідою ФІФА відбувся 8 квітня 1992 року проти Румунії, команда поступилася 0:2. 
Найбільшим успіхом в історії латвійського футболу став вихід команди у фінальну частину Євро 2004. У вересні 2003 команда зайняла друге місце у свої кваліфікаційній групі, після команди Польщі, що дозволило латвійцям взяти участь у матчах плей-оф. Суперником для Латвії стала команда Туреччини. Завдяки голу Маріса Верпаковскіса латвійці вдома обіграли турків 1:0. На виїзді команди зіграли 2:2, і таким чином збірна Латвії вперше в історії оформила свій вихід на Євро. На Євро команда грала в групі D, здобула 1 очко, забивши 1 гол (Маріс Верпаковскіс), і зайняла останнє — четверте місце в групі.

### Участь у ЧС
| чемпіонати світу | чемпіонати світу    | чемпіонати світу    | чемпіонати світу    | чемпіонати світу    | чемпіонати світу    | чемпіонати світу    | чемпіонати світу    | чемпіонати світу    |
| Рік              | Етап                | Місце               | І                   | П                   | Н                   | П                   | З                   | П                   |
| ---------------- | ------------------- | ------------------- | ------------------- | ------------------- | ------------------- | ------------------- | ------------------- | ------------------- |
| 1930 — 1934      | не брала участі     | не брала участі     | не брала участі     | не брала участі     | не брала участі     | не брала участі     | не брала участі     | не брала участі     |
| 1938             | не кваліфікувалася  | не кваліфікувалася  | не кваліфікувалася  | не кваліфікувалася  | не кваліфікувалася  | не кваліфікувалася  | не кваліфікувалася  | не кваліфікувалася  |
| 1950 — 1990      | була окупована СРСР | була окупована СРСР | була окупована СРСР | була окупована СРСР | була окупована СРСР | була окупована СРСР | була окупована СРСР | була окупована СРСР |
| 1994 — 2022      | не кваліфікувалася  | не кваліфікувалася  | не кваліфікувалася  | не кваліфікувалася  | не кваліфікувалася  | не кваліфікувалася  | не кваліфікувалася  | не кваліфікувалася  |

### Участь у Євро
| ЄВРО        | ЄВРО                | ЄВРО                | ЄВРО                | ЄВРО                | ЄВРО                | ЄВРО                | ЄВРО                | ЄВРО                |
| Рік         | Етап                | місце               | І                   | П                   | Н                   | П                   | З                   | П                   |
| ----------- | ------------------- | ------------------- | ------------------- | ------------------- | ------------------- | ------------------- | ------------------- | ------------------- |
| 1960 — 1992 | була окупована СРСР | була окупована СРСР | була окупована СРСР | була окупована СРСР | була окупована СРСР | була окупована СРСР | була окупована СРСР | була окупована СРСР |
| 1996 — 2000 | не кваліфікувалася  | не кваліфікувалася  | не кваліфікувалася  | не кваліфікувалася  | не кваліфікувалася  | не кваліфікувалася  | не кваліфікувалася  | не кваліфікувалася  |
| 2004        | Груповий етап       | 14                  | 3                   | 0                   | 1                   | 2                   | 1                   | 5                   |
| 2008 — 2024 | не кваліфікувалася  | не кваліфікувалася  | не кваліфікувалася  | не кваліфікувалася  | не кваліфікувалася  | не кваліфікувалася  | не кваліфікувалася  | не кваліфікувалася  |
| Всього      |                     | 1/13                | 3                   | 0                   | 1                   | 2                   | 1                   | 5                   |

### Участь уЛізі націй
| Ліга націй УЄФА | Ліга націй УЄФА | Ліга націй УЄФА | Ліга націй УЄФА | Ліга націй УЄФА | Ліга націй УЄФА | Ліга націй УЄФА | Ліга націй УЄФА | Ліга націй УЄФА | Ліга націй УЄФА | Ліга націй УЄФА |
| Рік             | Ліга            | Група           | І               | В               | Н               | П               | М+              | М-              | П/П             | Рей             |
| --------------- | --------------- | --------------- | --------------- | --------------- | --------------- | --------------- | --------------- | --------------- | --------------- | --------------- |
| 2018—19         | D               | 1               | 6               | 0               | 4               | 2               | 2               | 6               | ▬               | 51-е            |
| 2020—21         | D               | 1               | 6               | 1               | 4               | 1               | 8               | 4               | ▬               | 53-є            |
| 2022—23         | D               | 3               | 6               | 4               | 1               | 1               | 12              | 5               |                 | 50-е            |
| 2024—25         | C               | Буде визначено  | Буде визначено  | Буде визначено  | Буде визначено  | Буде визначено  | Буде визначено  | Буде визначено  | Буде визначено  | Буде визначено  |
| Усього          | Усього          | Усього          | 18              | 5               | 9               | 4               | 22              | 15              |                 |                 |